# Јарослављ
Јарослављ (рус. Яросла́вль) град је у Русији и административни центар Јарославске области. Налази се на 250 km североисточно од Москве, на ушћу реке Которосл у Волгу. Према попису становништва из 2010. у граду је живело 591.486 становника.
Град припада Златном кругу, групи најстаријих руских градова у Европи. Данас је то једно од омиљених туристичких одредишта у Русији.

## Географија

### Клима
Град се налази у умерено-континенталном климатском појасу, под утицајем Атлантског океана. Средња температура у јануару је -11 °C а у јулу 18 °C. Годишња висина падавина износи 550 мм. 150 дана у години температура је испод ледишта.
Зиме су умерено хладне са умереним падавинама снега, највећи забележен минимумом је око −40 °C. Љета су такође умерена, са просечном температуром у јулу +18 °C, док је максимална измерена температура љета била +37 °C.
| Клима Јарославља                       | Клима Јарославља | Клима Јарославља | Клима Јарославља | Клима Јарославља | Клима Јарославља | Клима Јарославља | Клима Јарославља | Клима Јарославља | Клима Јарославља | Клима Јарославља | Клима Јарославља | Клима Јарославља | Клима Јарославља |
| Показатељ \ Месец                      | .Јан.            | .Феб.            | .Мар.            | .Апр.            | .Мај.            | .Јун.            | .Јул.            | .Авг.            | .Сеп.            | .Окт.            | .Нов.            | .Дец.            | .Год.            |
| -------------------------------------- | ---------------- | ---------------- | ---------------- | ---------------- | ---------------- | ---------------- | ---------------- | ---------------- | ---------------- | ---------------- | ---------------- | ---------------- | ---------------- |
| Апсолутни максимум, °C (°F)            | 7,0 (44,6)       | 6,0 (42,8)       | 17,3 (63,1)      | 27,6 (81,7)      | 33,6 (92,5)      | 33,3 (91,9)      | 34,8 (94,6)      | 32,6 (90,7)      | 29,5 (85,1)      | 24,7 (76,5)      | 12,7 (54,9)      | 8,9 (48)         | 34,8 (94,6)      |
| Средњи максимум, °C (°F)               | −7,2 (19)        | −4,8 (23,4)      | 1,1 (34)         | 9,0 (48,2)       | 17,8 (64)        | 21,4 (70,5)      | 23,3 (73,9)      | 21,5 (70,7)      | 14,9 (58,8)      | 7,2 (45)         | −0,2 (31,6)      | −4,2 (24,4)      | 8,3 (46,9)       |
| Просек, °C (°F)                        | −9,4 (15,1)      | −8,6 (16,5)      | −2,9 (26,8)      | 4,3 (39,7)       | 11,3 (52,3)      | 16,2 (61,2)      | 18,0 (64,4)      | 15,6 (60,1)      | 10,1 (50,2)      | 4,1 (39,4)       | −2,8 (27)        | −7,3 (18,9)      | 3,7 (38,7)       |
| Средњи минимум, °C (°F)                | −13,8 (7,2)      | −13,2 (8,2)      | −8,6 (16,5)      | 0,0 (32)         | 6,2 (43,2)       | 10,1 (50,2)      | 12,5 (54,5)      | 10,7 (51,3)      | 5,9 (42,6)       | 0,9 (33,6)       | −5,2 (22,6)      | −10,6 (12,9)     | −0,4 (31,3)      |
| Апсолутни минимум, °C (°F)             | −40,2 (−40,4)    | −37,5 (−35,5)    | −28,0 (−18,4)    | −22,3 (−8,1)     | −3,1 (26,4)      | 1,0 (33,8)       | 4,0 (39,2)       | 0,2 (32,4)       | −5,6 (21,9)      | −17,8 (0)        | −25,7 (−14,3)    | −42,0 (−43,6)    | −42,0 (−43,6)    |
| Количина падавина, mm (in)             | 37 (14,6)        | 27 (10,6)        | 26 (10,2)        | 40 (15,7)        | 52 (20,5)        | 65 (25,6)        | 84 (33,1)        | 64 (25,2)        | 55 (21,7)        | 52 (20,5)        | 46 (18,1)        | 43 (16,9)        | 591 (232,7)      |
| Извор: Хидрометеоролошки центар Русије |                  |                  |                  |                  |                  |                  |                  |                  |                  |                  |                  |                  |                  |

## Историја
Јарослављ се први пут помиње у изворима из 1010. године као упориште кнежевине Велики Ростов на Волги. По предању, основао га је Јарослав Мудри, један од владара Великог Ростова, након што је, на месту будућег града, савладао једног огромног медведа. У грбу града се заиста налази један усправљени медвед. У руским хроникама Јарослављ се први пут помиње 1071. године. Јарослављ је постало престоница независне кнежевине Јарослав 1218. године и важно трговачко упориште на Волги. Град је готово потпуно уништен 1238. године у монголско-татарској инвазији, али је брзо обновљен.
Јарослављ је 1463. постало део Московије. У 17. веку је био други по величини град Русији, важно трговачко и мануфактурно средиште. За време пољско-литванске инвазије и заузимањем Москве 1612, постао је једно време де-факто главни град. Од 1796. Јарослављ је био центар једне губерније. Од 1900. године у Јарослављу постоји трамвај. После Октобарске револуције у граду се развијала нарочито тешка индустрија.

## Културне и образовне институције
Индустријалац П. Г. Демидов је 1805. године основао вишу школу, која је 1833. постала лицеј.
Од 1971. Јарослављ има свој универзитет.
Јарослављ одликује најстарије позориште у Русији (Театар Волков, отворен 1750).
Данас су овде најважније установе високог образовања следеће: Универзитет Демидов, Политехнички универзитет, Педагошки универзитет Ушински и Медицинска академија.

## Знаменитости
Јарослављ је културно један од најбогатијих руских градова, нарочито се истиче по броју црква. Разлог је у томе да је у граду живело пуно богатих трговаца, који су издатно потпомогли градњу црква.
Најстарије цркве у граду потичу из 17. века и припадају Јарославвском типу. Изграђене су од црвене цигле. Црква пророка Илије садржи веома лепе фреске. Преображенски манастир је један од најстаријих и најугледнијих у овом делу Русије.

## Становништво
Према прелиминарним подацима са пописа, у граду је 2010. живело 591.486 становника, 21.602 (3,52%) мање него 2002.
| 1939.   | 1959.   | 1970.   | 1979.   | 1989.   | 2002.   | 2010.   |
| ------- | ------- | ------- | ------- | ------- | ------- | ------- |
| 308.834 | 407.071 | 517.314 | 596.951 | 632.991 | 613.088 | 591.486 |

## Партнерски градови
- Палермо
- Касел
- Ханау
- Поатје
- Берлингтон
- Коимбра
- Јивескиле

## Галерија
- Црква Светог Јована Крститеља.
- Главна железничка станица у Јарослављу.
- Шеталиште поред Волге
- Црква Светог Николаја Мокрог
- Црква арханђела Михајла
- Јарослављ је на новчаници од хиљаду рубља
- Манастир Толга